# العلاقات الأسترالية النرويجية
العلاقات الأسترالية النرويجية هي العلاقات الثنائية التي تجمع بين أستراليا والنرويج.

## مقارنة بين البلدين
هذه مقارنة عامة ومرجعية للدولتين:
| وجه المقارنة                                              | أستراليا                                   | النرويج                                                   |
| --------------------------------------------------------- | ------------------------------------------ | --------------------------------------------------------- |
| المساحة (كم2)                                             | 7.69 مليون                                 | 385.21 ألف                                                |
| عدد السكان (نسمة)                                         | 24.51 مليون                                | 5.33 مليون                                                |
| الكثافة السكانية (ن./كم²)                                 | 3.19                                       | 13.84                                                     |
| العاصمة                                                   | كانبرا، ملبورن                             | أوسلو                                                     |
| اللغة الرسمية                                             | لغة إنجليزية                               | بوكمول، لغات السامي، نينوشك، اللغة النرويجية              |
| العملة                                                    | دولار أسترالي، جنيه إسترليني، جنيه أسترالي | كرونة نروجية                                              |
| الناتج المحلي الإجمالي (بليون دولار)                      | 1.32 تريليون                               | 398.83 مليار                                              |
| الناتج المحلي الإجمالي (تعادل القوة الشرائية) بليون دولار | 1.10 تريليون                               | 322.23 مليار                                              |
| الناتج المحلي الإجمالي الاسمي للفرد دولار أمريكي          | 56.31 ألف                                  | 74.40 ألف                                                 |
| الناتج المحلي الإجمالي للفرد دولار أمريكي                 | 45.92 ألف                                  | 65.61 ألف                                                 |
| مؤشر التنمية البشرية                                      | 0.939                                      | 0.944                                                     |
| رمز المكالمات الدولي                                      | +61                                        | +47                                                       |
| رمز الإنترنت                                              | .au                                        | .no                                                       |
| المنطقة الزمنية                                           |                                            | ت ع م+01:00، ت ع م+02:00، توقيت وسط أوروبا، أوروبا/أوسلو ‏ |

## منظمات دولية مشتركة
يشترك البلدان في عضوية مجموعة من المنظمات الدولية، منها:
| علم المنظمة | اسم المنظمة                               | تاريخ انضمام أستراليا | تاريخ انضمام النرويج |
| ----------- | ----------------------------------------- | --------------------- | -------------------- |
|             | منظمة التعاون الاقتصادي والتنمية          | ?                     | ?                    |
|             | منظمة التجارة العالمية                    | ?                     | 1995                 |
|             | الاتحاد البريدي العالمي                   | ?                     | ?                    |
|             | بنك التسويات الدولية                      | ?                     | 1930                 |
|             | الوكالة الدولية للطاقة                    | ?                     | ?                    |
|             | مجموعة الموردين النوويين                  | ?                     | ?                    |
|             | يونسكو                                    | 4 نوفمبر 1946         | 4 نوفمبر 1946        |
|             | الفريق المعني برصد الأرض                  | ?                     | ?                    |
|             | مؤسسة التمويل الدولية                     | 20 يوليو 1956         | 20 يوليو 1956        |
|             | المركز الدولي لتسوية المنازعات الاستشارية | 1 يونيو 1991          | 15 سبتمبر 1967       |
|             | بنك التنمية الآسيوي                       | 1966                  | 1966                 |
|             | منظمة حظر الأسلحة الكيميائية              | ?                     | ?                    |
|             | مؤسسة التنمية الدولية                     | 24 سبتمبر 1960        | 24 سبتمبر 1960       |
|             | مجموعة أستراليا                           | 1985                  | 1986                 |
|             | نظام تحكم تكنولوجيا القذائف               | 1990                  | 1990                 |
|             | وكالة ضمان الاستثمار متعدد الأطراف        | 10 فبراير 1999        | 9 أغسطس 1989         |
|             | الاتحاد الدولي للاتصالات                  | 27 مايو 1878          | 1866                 |
|             | منظمة الشرطة الجنائية الدولية             | ?                     | ?                    |
|             | الأمم المتحدة                             | 1 نوفمبر 1945         | 27 نوفمبر 1945       |
|             | البنك الدولي للإنشاء والتعمير             | 5 أغسطس 1947          | 27 ديسمبر 1945       |
|             | المنظمة الهيدروغرافية الدولية             | ?                     | ?                    |

## أعلام
هذه قائمة لبعض الشخصيات التي تربطها علاقات بالبلدين:
- دومينيك بورسيل (17 فبراير 1970 – )
- راسل كرو (ممثل أسترالي ومنتج أفلام وموسيقي، 7 أبريل 1964[34][35][36] – )
- ستيفاني ياكوبسن (ممثلة أسترالية، 22 يونيو 1980 – )
- شيرلي ستريكلاند (18 يوليو 1925[37][38] – 11 فبراير 2004)

## وصلات خارجية
- موقع وزارة الخارجية الأسترالية
- موقع وزارة الخارجية النرويجية